# Малая Гжать
Малая Гжать — река в Смоленской области России, протекает по территории Тёмкинского, Вяземского и Гагаринского районов. Устье реки находится в 86 км по левому берегу реки Гжать. Длина реки составляет 38 км, площадь водосборного бассейна — 194 км².

## Данные водного реестра
По данным государственного водного реестра России относится к Верхневолжскому бассейновому округу, водохозяйственный участок реки — Вазуза от истока до Зубцовского гидроузла, без реки Яуза до Кармановского гидроузла, речной подбассейн реки — бассейны притоков (Верхней) Волги до Рыбинского водохранилища. Речной бассейн реки — (Верхняя) Волга до Куйбышевского водохранилища (без бассейна Оки).
Код объекта в государственном водном реестре — 08010100312110000001111.

### Притоки
(км от устья)
- 9,7 км: река Полишня (лв)